# Metro v Katánii

Logo metra v Katánii

Plánek metra

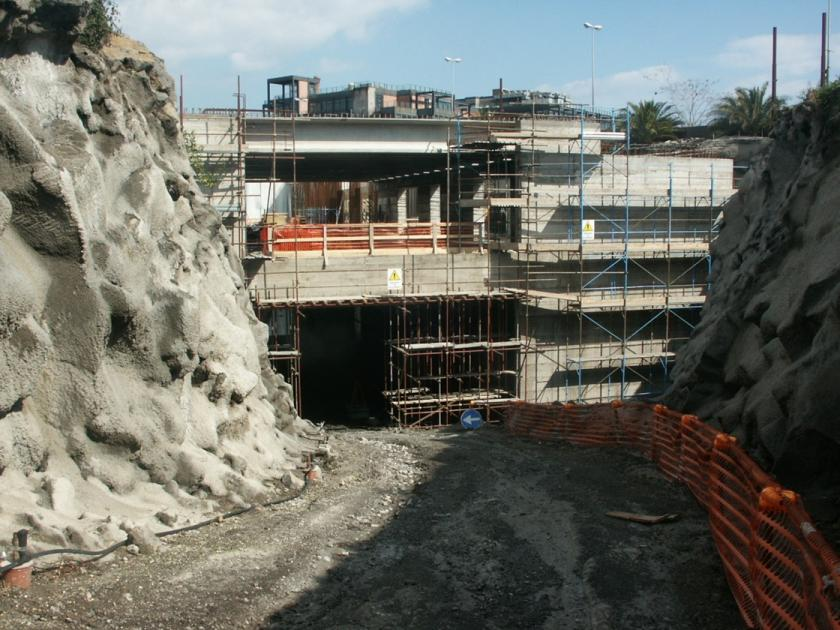
Fotografie z výstavby stanice Giovanni XXIII v roce 2007

Metro v Katánii (italsky: Metropolitana di Catania) je druhý nejjižnější systém metra v Evropě. Nachází se na území města Katánie v Itálii, na ostrově Sicílie. Bylo otevřeno 27. června 1999. Zahrnuje jen jednu linku, která má 2 větve, 11 stanic a je dlouhá 8,8 km. Většina systému je vedena podzemními tunely, kromě jednokolejného povrchového úseku u pobřeží.

## Stanice
Na jediné lince metra v Katánii jsou tyto stanice:
- Nesima
- San Nullo
- Cibali
- Milo
- Borgo
- Giuffrida
- Italia
- Galatea (ve stanici Galatea se odděluje druhá větev, na které je jedna další stanice: Porto)
- Giovanni XXIII
- Stesicoro

(v budoucnu se chystá prodloužení na obou stranách)

### Galerie

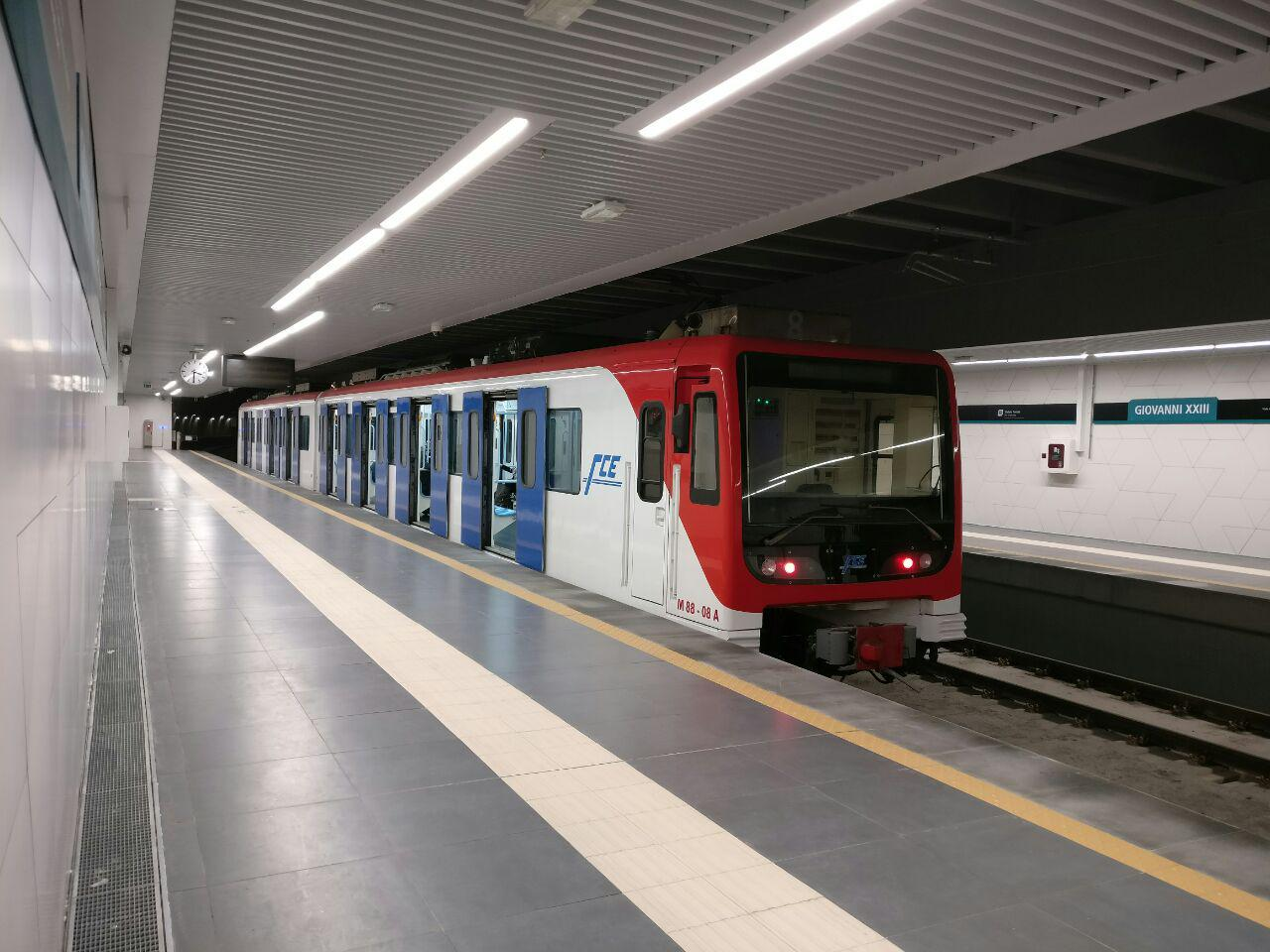
Stanice Giovanni XXIII
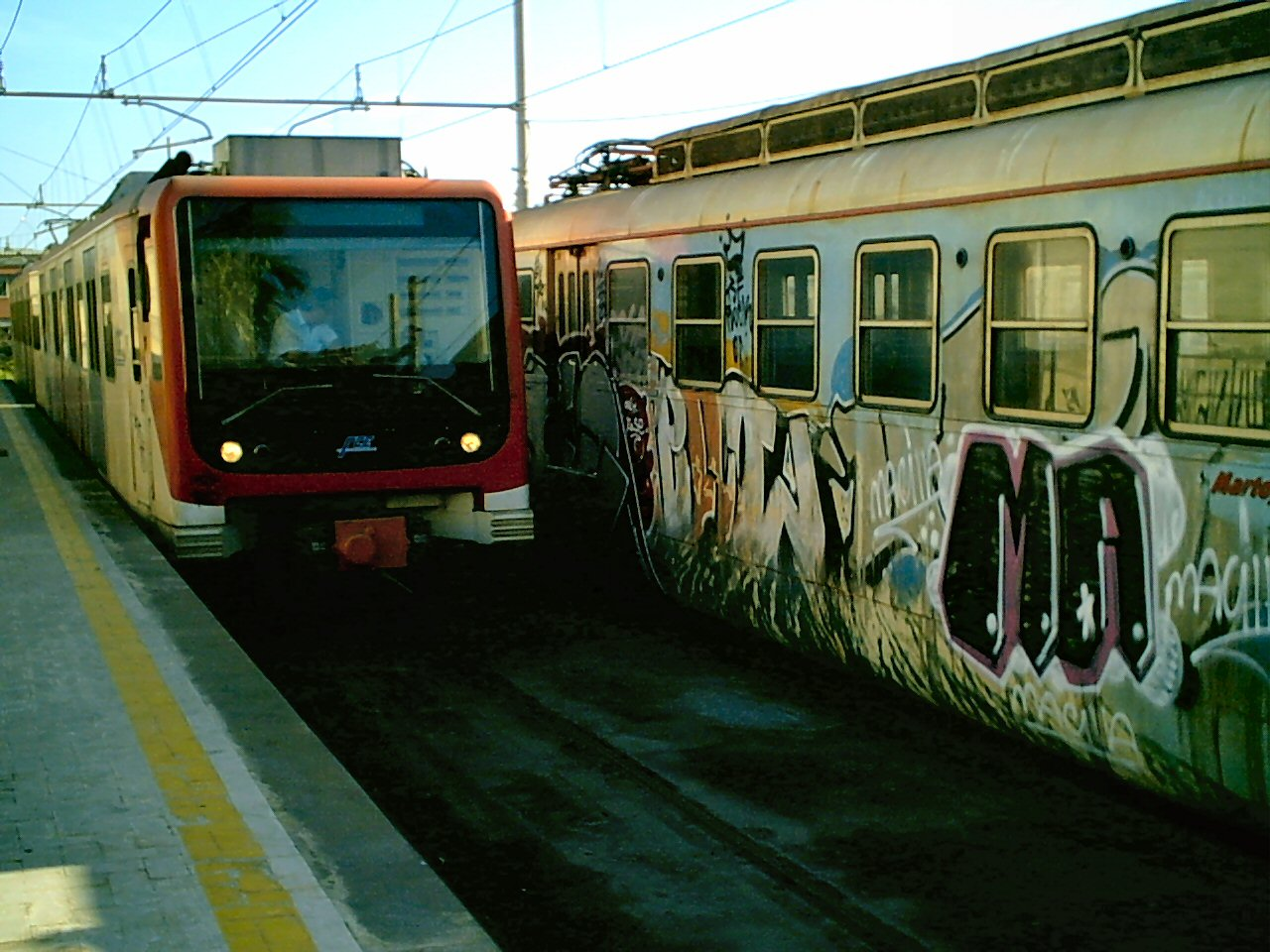
Stanice Porto
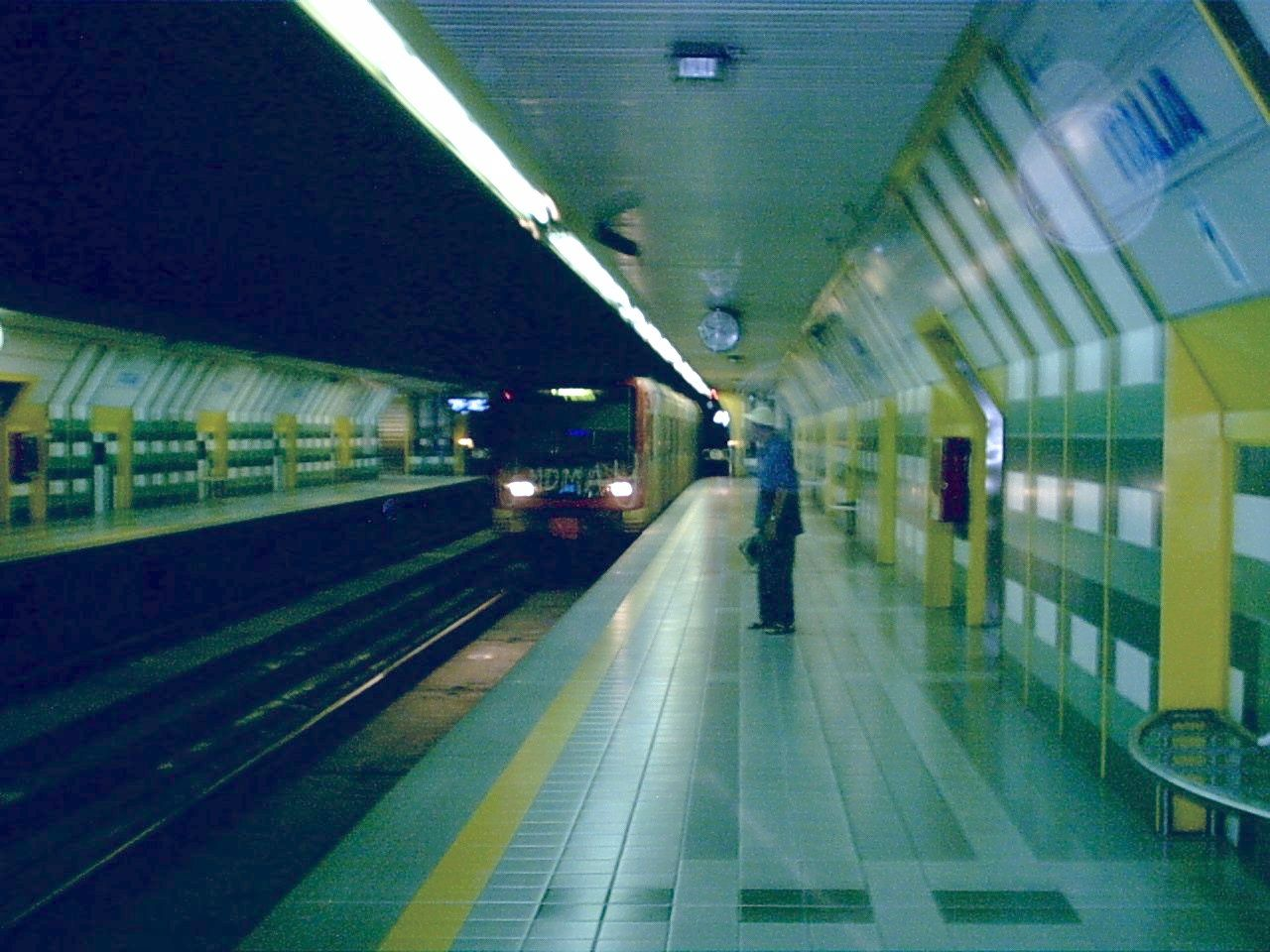
Stanice Italia
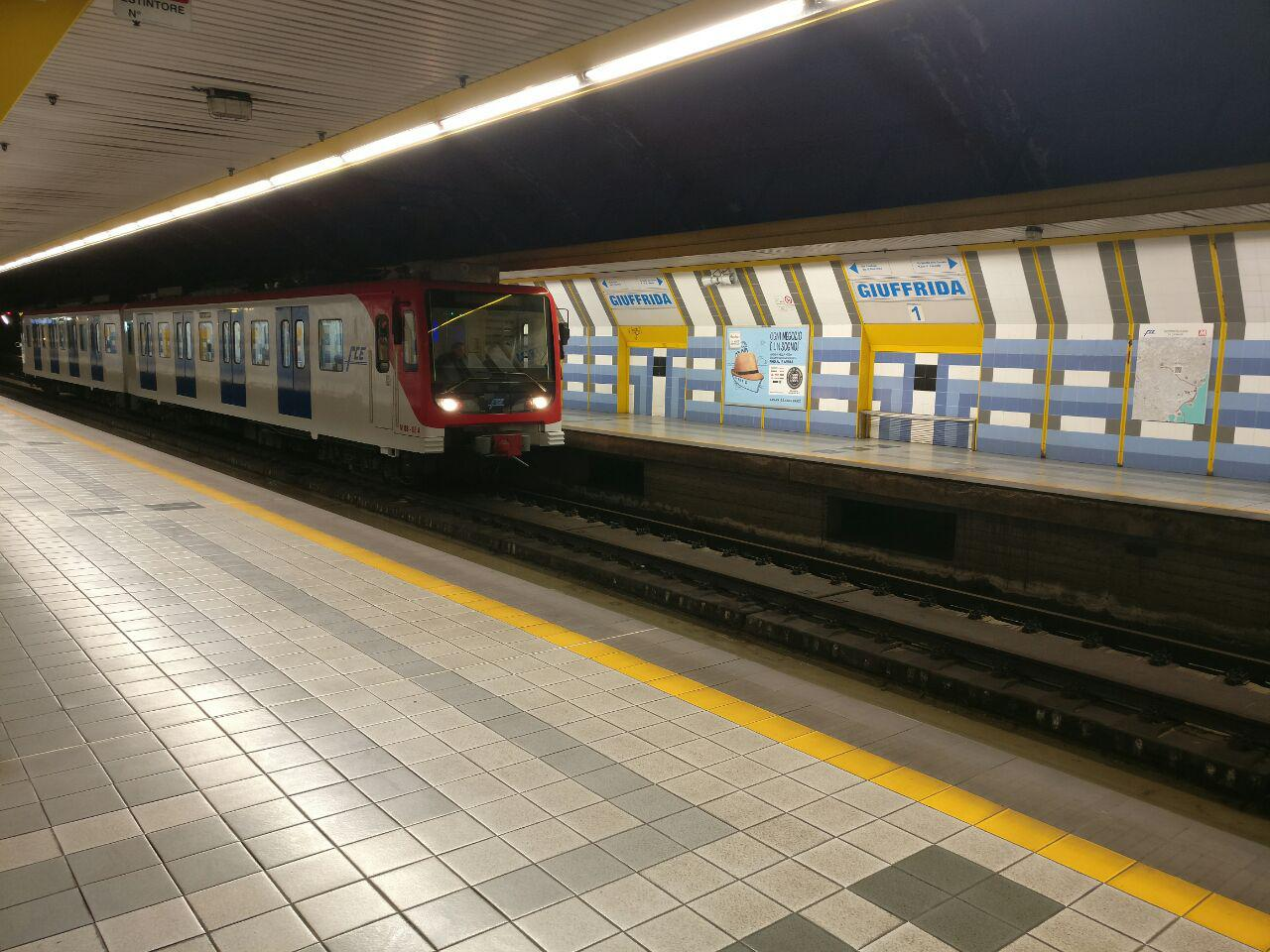
Stanice Giuffrida
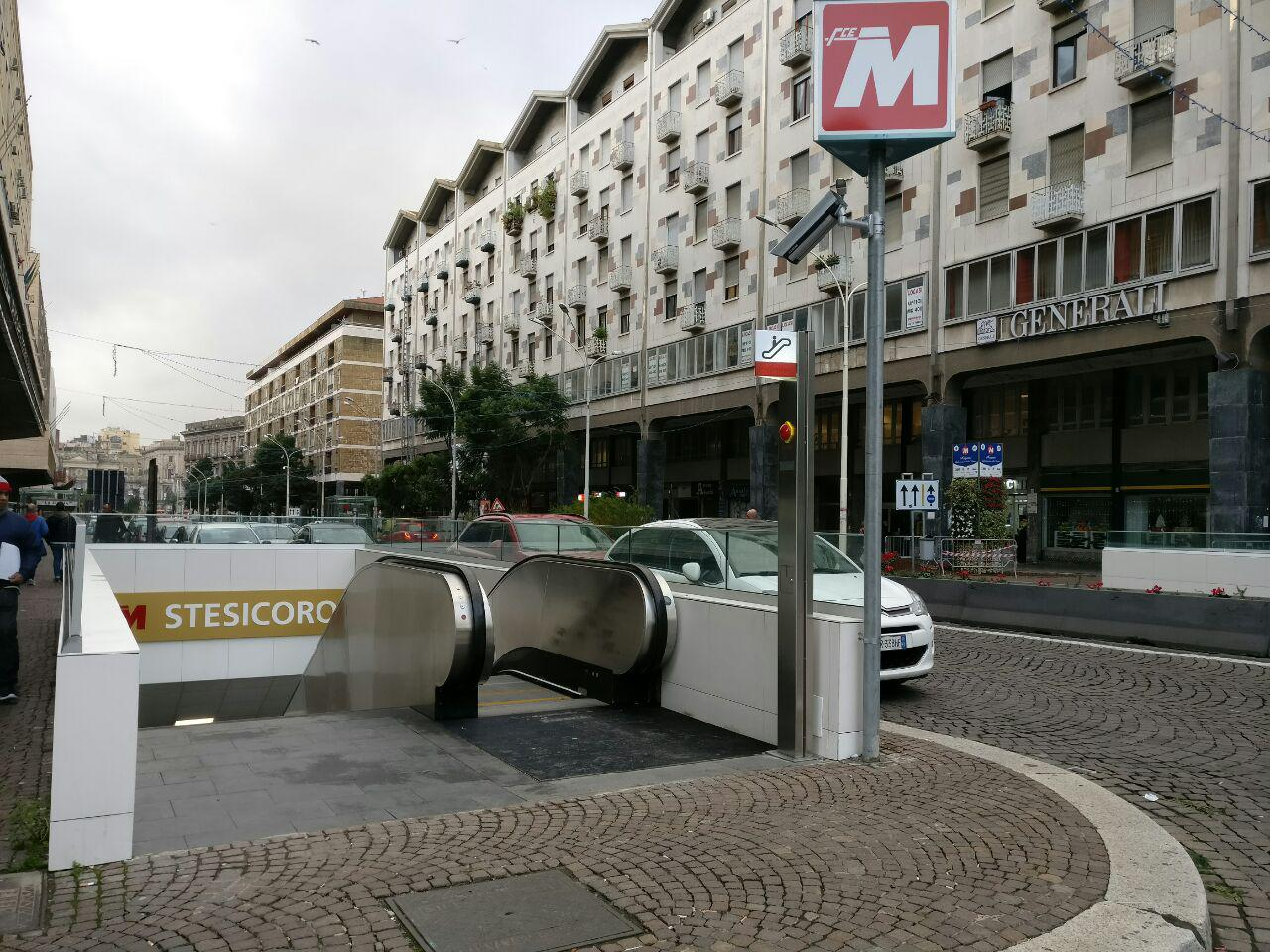
Vstup do stanice metra Stesicoro